# Isabelle Blume
Isabelle Blume (nata Grégoire; Baudour, 22 aprile 1892 – Bruxelles, 12 marzo 1975) è stata una politica belga. 
È stata insignita del Premio Internazionale Stalin per il rafforzamento della pace tra i popoli (in seguito ribattezzato Premio Lenin) nel 1953.

## Biografia
Isabelle Grégoire nacque a Baudour, in Belgio, nel 1892. Si diplomò come insegnante nel 1911 a Liegi e studiò teologia a Ginevra. Nel 1913 sposò un pastore di nome David Blume, futuro direttore generale delle biblioteche pubbliche belghe. Ebbero tre figli.
Antifascista e femminista, nel 1918 aderì al Partito Operaio Belga. Nel 1936 fu eletta alla Camera dei rappresentanti per la circoscrizione di Bruxelles. Durante la guerra fu attiva a Londra.
Nel 1951 partecipò al Consiglio mondiale per la pace e nel 1953 ricevette il Premio Internazionale Stalin per il rafforzamento della pace tra i popoli. Avendo preso parte al Secondo congresso mondiale dei campioni di pace fu espulsa dal Partito Socialista Belga nel 1961. Rimase indipendente in parlamento dopo aver lasciato i socialisti. Nel 1961 entrò a far parte del Partito Comunista Belga in servizio nel Comitato Centrale di cui fu presidente dal 1966 al 1969. Tale ruolo la introdusse a figure di spicco del mondo tra cui Indira Gandhi, Mao Zedong e Ho Chi Minh.
Morì nel 1975.